# Scope (映画)
『scope』（スコープ）は、2010年の日本映画。2010年5月に渋谷UPLINKで公開され、当初は3週間限定のレイトショー公開だったところ、4度の追加公演が行われたほか、大阪シネ・ヌーヴォXでも公開された。
アメリカ合衆国を始め多くの先進国で施行されている、性犯罪者監視法（電子監視）が制定された日本が題材になっている作品。性犯罪者を加害者側の視点から描く。

## ストーリー
強姦罪で6年間服役したアツオ（金倉浩裕）が出所すると、社会では元性犯罪者を監視する「scope法」が制定されていた。この法律のためにアツオは再就職を阻まれてしまう。監視の目から逃れるように都会から離島へと移り、離島の工場に再就職する。そこでは温かく迎え入れられ、村の聾唖の少女・ナギ（今村祈履）には恋心が芽生え始める。しかし、「scope法」によってアツオの素性が明かされ、工場の人々は不信感を抱き篤夫への態度を豹変させていく。

## キャスト
- 金倉浩裕 - アツオ（篤夫）
- 今村祈履 - ナギ（凪）
- 森崎元太 - 善三
- 染井ひでき
- 英昭彦
- 安東恭助
- 藤岡範子
- 桜井淳美
- 小栗銀太郎
- 河崎卓也

## スタッフ
- 監督：卜部敦史
- 脚本・編集：卜部敦史、堀井威久麿
- 製作総指揮・撮影：堀井威久麿
- 音楽：Yuko Sonoda
- 助監督：鈴木茂之、斉藤はる奈
- 録音：富塚友弘
- 制作応援：有川悟司
- 写真：池田理暮、木村真由美
- 特殊メイク：大竹敦子、堀井威久麿
- webデザイン：Atsuko Sugamoto
- 胡弓演奏：岡本芳文
- 海外広報：米野かおり